# Aidhausen
Aidhausen település Németországban, azon belül Bajorországban. Lakosainak száma 1679 fő (2023. december 31.).

## Népesség
A település népessége az elmúlt években az alábbi módon változott:
| Lakosok száma | 696  | 810  | 1024 | 1911 | 1763 | 1770 | 1725 | 1719 | 1648 | 1679 |
|               | 1875 | 1950 | 1975 | 1987 | 2012 | 2014 | 2016 | 2017 | 2021 | 2023 |